# Hermarchus pythonius
Hermarchus pythonius är en insektsart som först beskrevs av John Obadiah Westwood 1859.  Hermarchus pythonius ingår i släktet Hermarchus och familjen Phasmatidae. Inga underarter finns listade i Catalogue of Life.